# Championnats d'Europe féminins de boxe amateur 2014
Navigation
Édition précédente Édition suivante
Les 9e championnats d'Europe de boxe amateur  féminins se sont déroulés du 31 mai au 7 juin 2014 à Bucarest, Roumanie.
Organisées par l'European Boxing Confederation (EUBC), les compétitions se disputent dans 10 catégories de poids différentes.

## Résultats

### Podiums
| Catégories                  | Or                  | Argent            | Bronze                           |
| Poids mi-mouches (-48 kg)   | Steluta Duta        | Sevda Asenova     | Ayse Cagirir Annamarie Stark     |
| Poids mouches (-51 kg)      | Stoyka Petrova      | Sayana Sagatayeva | Katalin Ancsin Wassila Lkhadiri  |
| Poids coqs (-54 kg)         | Marzia Davide       | Ewelina Wicherska | Elena Savelyeva Marine Rostan    |
| Poids plumes (-57 kg)       | Zinaida Dobrynina   | Svetlana Kamenova | Alessia Mesiano Marina Malovana  |
| Poids légers (-60 kg)       | Katie Taylor        | Estelle Mossely   | Sofia Ochigava Denitsa Eliseyeva |
| Poids super-légers (-64 kg) | Anastasia Belyakova | Natasha Jonas     | Kinga Siwa Simona Sitar          |
| Poids welters (-69 kg)      | Elena Vystropova    | Stacey Copeland   | Mihaela Cristiana Claire Grace   |
| Poids moyens (-75 kg)       | Nouchka Fontijn     | Sarah Scheurich   | Timea Nagy Leila Dzhavadova      |
| Poids mi-lourds (-81 kg)    | Liliya Durnyeva     | Florina Radu      | Anamarija Marsic Petra Szatmari  |
| Poids lourds (+81 kg)       | Maria Kovacs        | Flavia Severin    | Emine Bozduman Luminita Turcin   |

### Tableau des médailles
| Place | Pays              | Médaille d'or, Europe | Médaille d'argent, Europe | Médaille de bronze, Europe | Total |
| ----- | ----------------- | --------------------- | ------------------------- | -------------------------- | ----- |
| 1     | Russie            | 2                     | 1                         | 2                          | 5     |
| 2     | Bulgarie          | 1                     | 2                         | 1                          | 4     |
| 3     | Roumanie          | 1                     | 1                         | 3                          | 5     |
| 4     | Italie            | 1                     | 1                         | 1                          | 3     |
| 5     | Hongrie           | 1                     | 0                         | 3                          | 4     |
| 6     | Irlande           | 1                     | 0                         | 1                          | 2     |
| 6     | Azerbaïdjan       | 1                     | 0                         | 1                          | 2     |
| 6     | Ukraine           | 1                     | 0                         | 1                          | 2     |
| 9     | Pays-Bas          | 1                     | 0                         | 0                          | 1     |
| 10    | Angleterre        | 0                     | 2                         | 0                          | 2     |
| 11    | France            | 0                     | 1                         | 2                          | 3     |
| 12    | Allemagne         | 0                     | 1                         | 1                          | 2     |
| 12    | Pologne           | 0                     | 1                         | 1                          | 2     |
| 14    | Turquie           | 0                     | 0                         | 2                          | 2     |
| 15    | Croatie           | 0                     | 0                         | 1                          | 1     |
| Total | 15 pays médaillés | 10                    | 10                        | 20                         | 40    |